# Candice Bergen (aktorka)
Candice Patricia Bergen (ur. 9 maja 1946 w Beverly Hills) – amerykańska aktorka i producentka telewizyjna i filmowa, fotograf, pisarka i modelka.
Odtwórczyni tytułowej roli w sitcomie CBS Murphy Brown (1988–1998, 2018), za którą zdobyła pięć nagród Emmy (1989–90, 1992, 1994–95) i dwa Złote Globy (1989, 1992).
W 1980 była nominowana do Oscara dla najlepszej aktorki drugoplanowej za rolę Jessiki Potter w filmie Zacznijmy od nowa (1979).

## Życiorys

### Wczesne lata
Urodziła się w Beverly Hills w stanie Kalifornia jako starsze dziecko i jedyna córka modelki Frances Westerman (1922–2006) i brzuchomówcy Edgara Bergena (1903–1978). Jej dziadkowie, Johan Henriksson Berggren i Nilla Svensdotter Osberg, byli szwedzkimi emigrantami. W dzieciństwie nazywana była młodszą siostrzyczką Charliego McCarthy – lalki animowanej przez ojca. Ma młodszego brata Krisa (ur. 12 października 1961), który został montażystą filmowym. W wieku szesnastu lat wystąpiła w audycji radiowej swojego ojca. W 1964 roku ukończyła szkołę średnią dla dziewcząt Harvard-Westlake School w Los Angeles, a następnie Montesano School w Szwajcarii i studia na wydziale historii i twórczego pisania na Uniwersytecie Pensylwanii w Filadelfii.

### Kariera
Rozpoczęła karierę jako modelka w Nowym Jorku, fotograf i reporterka, zanim pojawiła się na dużym ekranie w ekranizacji powieści Mary McCarthy Grupa (The Group, 1966) w reżyserii Sidneya Lumeta jako elegancka i tajemnicza Lakey o skłonnościach lesbijskich. Kolejna rola nauczycielki i asystentki mechanika w melodramacie wojennym Ziarnka piasku (The Sand Pebbles, 1966) u boku Steve’a McQueena przyniosła jej nominację do nagrody Złotego Globu dla obiecującej nowej twarzy. Po udziale w serialu CBS Niebieska korona (Coronet Blue, 1967), wystąpiła potem w komedii Dzień, w którym wypłynęła ryba (The Day the Fish Came Out, 1967), dramacie Claude'a Leloucha Żyć, aby żyć (Vivre pour vivre, 1967) z Yves’em Montandem, adaptacji powieści Johna Fowlesa Mag (The Magus, 1968) z Michaelem Caine’em i Anthonym Quinnem oraz westernach – Niebieski żołnierz (Soldier Blue, 1970) u boku Petera Straussa i Z zaciśniętymi zębami (Bite the Bullet, 1973) z Jamesem Coburnem i Gene’em Hackmanem i filmie przygodowym Wiatr i Lew (The Wind And The Lion, 1975) jako uprowadzona z Tangeru przez przywódcę berberyjskich rebeliantów.
W 1975 podjęła pracę jako fotoreporterka magazynów „Life”, „Playboy” i „Esquire”. Była pierwszą kobietą prowadzącą Saturday Night Live, 8 listopada 1975.
Zagrała w kontynuacji kinowego przeboju Opowieść Olivera (Oliver’s Story, 1978) u boku Ryana O’Neala. Znakomite recenzje i nominację do nagrody Oscara otrzymała za postać rozwodzącej się z niepozornym dziennikarzem Jessiki, która została piosenkarką w komedii Alana J. Pakuli Zacznijmy od nowa (Starting Over, 1979) z Burtem Reynoldsem. Kolejną jej ciekawą kreacją była postać fotoreporterki Margaret Bourke-White w biograficznym dramacie Richarda Attenborough Gandhi (1982), za którą była nominowana do nagrody Brytyjskiej Akademii Filmowej (BAFTA).
23 października 1984 zastąpiła Sigourney Weaver i wystąpiła na scenie Broadwayu jako Darlene w przedstawieniu Davida Rabe’a Harmider (Hurlyburly) z Williamem Hurtem, Harveyem Keitelem i Ronem Silverem. Ogromny sukces międzynarodowy odniosła w tytułowej roli reporterki FYI News Network, która próbuje samotnie wychowywać swoje dziecko w sitcomie CBS Murphy Brown (1988–98), za którą została uhonorowana wieloma nagrodami. Rola przewrotnej ex-Królowej Piękności i organizatorki Konkursu Miss Piękności w komedii sensacyjnej Miss Agent (Miss Congeniality, 2000) z Sandrą Bullock przyniosła jej nominację do nagrody Blockbuster Entertainment. Od 9 stycznia 2005 do 8 grudnia 2008 grała postać Shirley Schmidt w serialu ABC Orły z Bostonu (Boston Legal). Jako Marion w komedii romantycznej Ślubne wojny (2009) była nominowana do Złotej Maliny jako najgorsza aktorka drugoplanowa.
W 2012 powróciła na deski Broadwayu jako Alice Russell w sztuce Gore’a Vidala Ten najlepszy (Gore Vidal's The Best Man), a także w 2014 w roli Melissy Gardner w spektaklu A.R. Gurneya Listy miłosne (Love Letters). W telewizyjnym dramacie kryminalnym Lifetime Piękna i zabójcza (Beautiful & Twisted, 2015) zagrała Bernice Novack, matkę bogatego właściciela hotelu w Miami Beach (Rob Lowe).
W 1984 ukazała się jej autobiografia Knock Wood, która okazała się bestsellerem.
Była na wielu okładkach magazynów: „Vogue”, „Playboy”, „Harper’s Bazaar”, „TV Guide”, „Life”, „Vanity Fair”, „People”, „Time”, „Esquire”, „InStyle” i „The Hollywood Reporter”.

## Życie prywatne
27 września 1980 wyszła za mąż za francuskiego reżysera Louisa Malle’a. Mają córkę Chloe (ur. 1985). Byli małżeństwem do śmierci Malle'a – 23 listopada 1995.
W 1998 związała się z magnatem nowojorskich nieruchomości Marshallem Rose, którego poślubiła 15 czerwca 2000 roku.

## Wybrana filmografia

### Filmy fabularne
- 1966: Grupa (The Group) jako Lakey Eastlake
- 1966: Ziarnka piasku (The Sand Pebbles) jako Shirley Eckert
- 1967: Dzień, w którym wypłynęła ryba (The Day the Fish Came Out) jako Electra Brown
- 1967: Żyć, aby żyć (Vivre pour vivre) jako Candice
- 1968: Mag (The Magus) jako Lily
- 1970: Awanturnicy (The Adventurers) jako Sue Ann Daley
- 1970: Niebieski żołnierz (Soldier Blue) jako Cresta Maribel Lee
- 1970: Uciekający punkt (Getting Straight) jako Jan
- 1971: Polowanie jako Melissa Ruger
- 1971: T.R. Baskin jako T. R. Baskin
- 1971: Porozmawiajmy o kobietach (Carnal Knowledge) jako Susan
- 1973: Z zaciśniętymi zębami (Bite the Bullet) jako Panna Jones
- 1973: Dom przy ulicy Harrow 11 (11 Harrowhouse) jako Maren Shirell
- 1975: Wiatr i lew (The Wind and the Lion) jako Eden Pedecaris
- 1977: Zasada domina (The Domino Principle) jako Ellie
- 1978: La fine del mondo nel nostro solito letto in una notte piena di pioggia jako Lizzy
- 1978: Opowieść Olivera (Oliver’s Story) jako Marcie Bonwit
- 1979: Zacznijmy od nowa (Starting Over) jako Jessica Potter
- 1981: Bogate i sławne (Rich and Famous) jako Merry Noel Blake
- 1982: Gandhi jako Margaret Bourke-White
- 1984: 2010: Odyseja kosmiczna (2010: The Year We Make Contact) jako SAL 9000
- 1985: Kij (Stick) jako Kyle McClaren
- 1985: Okoliczność łagodząca (Murder: By Reason of Insanity, TV) jako Ewa Berwid
- 1985: Król Artur (Arthur the King, TV) jako Morgan Le Fay
- 1987: Mayflower Madam (TV) jako Sydney Biddle Barrows
- 1996: Mary i Tim (Mary & Tim, TV) jako Mary Horton
- 2000: Miss Agent (Miss Congeniality) jako Kathy Morningside
- 2002: Dziewczyna z Alabamy (Sweet Home Alabama) jako burmistrz Kate Hennings
- 2003: Kroki w ciemności (Footsteps, TV) jako Daisy Lowendahl
- 2003: Teściowie (The In-Laws) jako Judy Tobias
- 2003: Szkoła stewardes (View from the Top) jako Sally Weston
- 2008: Seks w wielkim mieście (Sex and the City: The Movie) jako Enid Frick
- 2008: Kobiety (The Women) jako Catherine Frazier
- 2009: Ślubne wojny (Bride Wars) jako Marion St. Claire
- 2010: The Romantics jako Augusta Hayes
- 2014: A Merry Friggin' Christmas jako Donna Mitchler
- 2015: Piękna i zabójcza (Beautiful & Twisted, TV) jako Bernice
- 2016: Rules Don't Apply jako Nadine Henly
- 2018: Pozycja obowiązkowa (Book Club) jako Sharon

### Seriale i filmy
- 1967: Niebieska korona (Coronet Blue)
- 1975: Saturday Night Live jako gospodarz programu
- 1976: Saturday Night Live jako gospodarz programu
- 1976: Muppet Show (The Muppet Show) jako gość programu
- 1985: Żony Hollywood (Hollywood Wives) jako Elaine Conti
- 1987: Saturday Night Live jako gospodarz programu
- 1988-98: Murphy Brown jako Murphy Brown
- 1992: Kroniki Seinfelda (Seinfeld) jako Murphy Brown
- 1997: Z pierwszej strony (Ink) jako Murphy Brown
- 1999: Saturday Night Live jako gospodarz programu
- 2000: Family Guy jako Gloria Ironbox
- 2002-04: Seks w wielkim mieście (Sex and the City) jako Enid Frick
- 2003: Will & Grace (Para nie do Pary) w roli samej siebie
- 2004: Prawo i porządek (Law & Order) jako sędzia Amanda Anderlee
- 2005-2008: Orły z Bostonu (Boston Legal) jako Shirley Schmidt
- 2011: Dr House jako Arlene Cuddy
- 2013: The Michael J. Fox Show jako matka Mike'a
- 2015: Battle Creek jako Constance Agnew
- 2016: BoJack Horseman jako Closer (głos)